# Nam Kyung-jin
Nam Kyung-jin (ur. 6 grudnia 1984) – północnokoreański zapaśnik w stylu wolnym. Srebrny medalista mistrzostw Azji w 2009 roku.